# Ehsan Naser Lashgari

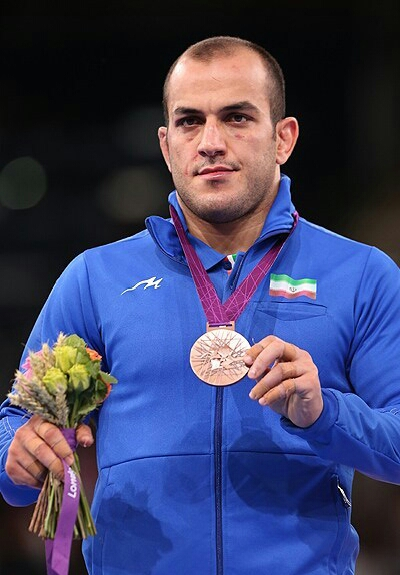
Ehsan Naser Lashgari, 2012

Ehsan Naser Lashgari (persisch احسان لشگری; * 30. August 1985 in Qazvin) ist ein iranischer Ringer. Er gewann bei den Olympischen Spielen 2012 in London eine Bronzemedaille im freien Stil im Mittelgewicht.

## Werdegang
Ehsan Lashgari gehört dem "Takhti"-Ringerclub Qazvin an. Er ist ein Spätstarter, denn er begann erst im Alter von 17 Jahren im Jahre 2002 mit dem Ringen. Er konzentriert sich dabei auf den freien Stil. Sein Trainer ist Reza Hosseini. Bei einer Größe von 1,78 Metern ist er im Mittelgewicht (Gewichtsklasse bis 84 kg Körpergewicht) ein untersetzter und sehr kraftvoller Ringer.
Auf internationalen Turnieren ringt er seit dem Jahre 2008. 2009 wurde er in Pattaya erstmals asiatischer Meister im Mittelgewicht vor Lee Jae-sung aus Südkorea. Diesen Titel verteidigte er im Jahre 2010 in New Delhi erfolgreich. Er siegte dort vor Semjon Semjonow aus Kasachstan, Shinya Matsumoto aus Japan und Zhang Feng aus China. Im gleichen Jahr nahm er auch erstmals ein einer Weltmeisterschaft teil. Er verlor aber in Moskau gleich seinen ersten Kampf gegen Gheorghiță Ștefan aus Rumänien. Da dieser das Finale nicht erreichte, schied er aus und kam nur auf den 18. Platz.
2012 gewann er in Gumi/Südkorea zum dritten Mal in Folge den asiatischen Meistertitel im Mittelgewicht vor Lee Jae-sung, Naoki Momma, Japan und Jussuf Abdussalomow, Tadschikistan. Anschließend qualifizierte er sich bei einem Turnier in Astana durch einen Sieg vor Sajurbek Sochijew aus Usbekistan für die Teilnahme an den Olympischen Spielen in London. In London siegte er über Yerlan Baidujaschow, Kasachstan, Gadschimurad Nurmagomedow, Armenien und Ansor Urischew, den russischen Meister. Im Halbfinale verlor er gegen den amtierenden Weltmeister Scharif Scharifow aus Aserbaidschan äußerst knapp mit 1:2 Runden bei 3:3 techn.Punkten. Scharifow wurde anschließend auch Olympiasieger und Ehsan Lashgari sicherte sich in der Trostrunde mit einem Sieg über İbrahim Bölükbaşı aus der Türkei noch eine olympische Bronzemedaille.

## Internationale Erfolge
| Jahr | Platz  | Wettbewerb                            | Gewichtsklasse | Ergebnisse |
| 2008 | 8.     | Golden-Grand-Prix in Baku             | Mittel         | Sieger: Reza Yazdani, Iran vor Nikoloz Gagnidse, Georgien |
| 2009 | 2.     | "Takhti"-Cup in Esfahan               | Mittel         | hinter Mohammad Ahmadi Hosseinzadeh, Iran, vor Gadschimurad Nurmagomedow, Russland und Mohammad Ghsemi Zahdeh, Iran |
| 2009 | 1.     | Asienmeisterschaft in Pattaya         | Mittel         | vor Lee Jae-sung, Südkorea, Anuj Kumar, Indien und Si Riguleng, China |
| 2010 | 4.     | Welt-Cup in Moskau                    | Mittel         | hinter Naurus Srapilewitsch Temresow, Aserbaidschan, Jake Herbert, USA und Abdussalam Gadissow, Russland |
| 2010 | 1.     | "Takhti"-Cup in Esfahan               | Mittel         | vor Hassan Rahimi, Iran, Hakki Ceylan, Türkei und Ali Rajabzadeh, Iran |
| 2010 | 1.     | Asienmeisterschaft in New Delhi       | Mittel         | vor Semjon Semjonow, Kasachstan, Shinya Matsumoto, Japan und Zhang Feng, China |
| 2010 | 18.    | WM in Moskau                          | Mittel         | nach einer Niederlage gegen Gheorghita Stefan, Rumänien |
| 2011 | 2.     | "Takhti"-Cup in Kish Island/Iran      | Mittel         | hinter Ehsan Amiri, Iran, vor Reza Bayat und Hamed Tatari, beide Iran |
| 2011 | 3.     | FILA-Test-Turnier in London           | Mittel         | hinter Scharif Scharifow, Aserbaidschan und Soslan Kzojew, Russland, vor İbrahim Bölükbaşı, Türkei und Maciej Balawender, Polen |
| 2012 | 1.     | Asienmeisterschaften in Gumi/Südkorea | Mittel         | vor Lee Jae-sung, Naoki Momma, Japan und Jussuf Abdussalomow, Tadschikistan |
| 2012 | 1.     | Olympia-Qualif.-Turnier in Astana     | Mittel         | vor Sajurbek Sochijew, Usbekistan, Atsushi Matsumoto, Japan und Semjon Semjonow |
| 2012 | 7.     | Welt-Cup in Baku                      | Mittel         | Sieger: Scharif Scharifow vor Magomed Ibragimow |
| 2012 | 1.     | Grand-Prix von Spanien in Madrid      | Mittel         | vor Murad Gaidarow und Amarhadschi Magomedow, beide Weißrussland und Rosalio Medrano Gulfo, Kolumbien |
| 2012 | Bronze | OS in London                          | Mittel         | nach Siegen über Yerlan Baidujaschow, Kasachstan, Gadschimurad Nurmagomedow, Armenien und Ansor Urischew, Russland, einer Niederlage gegen Scharif Scharifow (1:2 Runden, 3:3 Punkte) und einem Sieg über İbrahim Bölükbaşı, Türkei |

## Erläuterungen
- alle Wettkämpfe im freien Stil
- OS = Olympische Spiele, WM = Weltmeisterschaft
- Mittelgewicht, Gewichtsklasse bis 84 kg Körpergewicht